# Caudografie
Caudografie is in de geneeskunde een onderzoeksmethode waarbij de cauda equina in beeld wordt gebracht door het onderste deel van het ruggenmergskanaal met contrastvloeistof te vullen door middel van een lumbale punctie en dan röntgenfoto's te nemen. Op deze manier kan meestal de oorzaak van een caudasyndroom in beeld gebracht worden.
Sinds de komst van de MRI-scanner wordt dit onderzoek nog maar sporadisch uitgevoerd. Een caudografie wordt tegenwoordig alleen nog uitgevoerd als er een absolute contra-indicatie aanwezig is voor een MRI-onderzoek. Dan heeft een CT-scan de voorkeur.

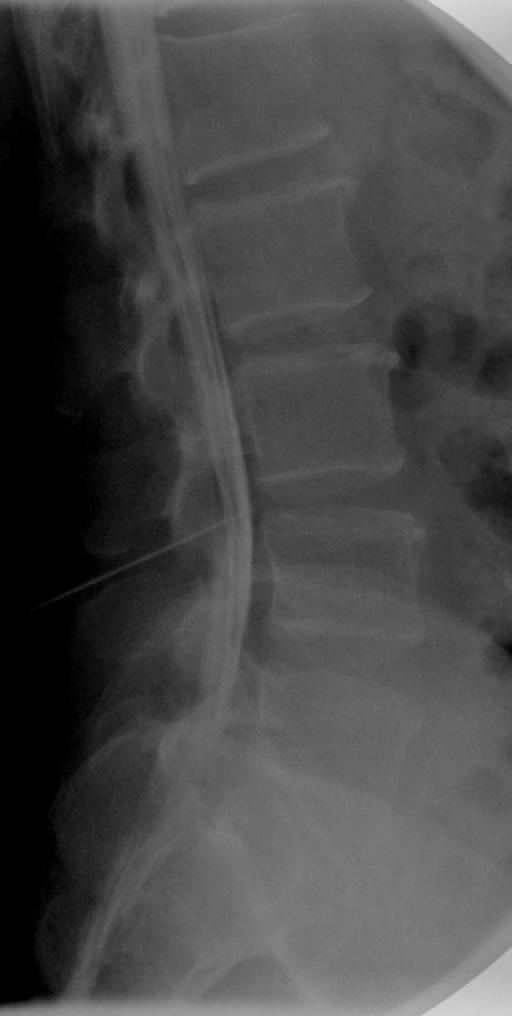
Caudografie. Dorsaal, (links op de afbeelding) is de naald waarmee de lumbale punctie is uitgevoerd nog aanwezig, tussen de derde en vierde lendenwervel. De ingespoten contraststof is wit op dit plaatje. Een HNP (hernia nuclei pulposi) zou zich openbaren als een 'deuk' in de contraststof. Dit is een normale opname; op deze opname is geen HNP te zien